# Droga nr 7276 (Izrael)
Droga lokalna nr 7276 (hebr. 7276 כביש) – jest drogą lokalną położoną w Dolnej Galilei, na północy Izraela. Łączy ona lokalna wioski położone w południowej części Wyżyny Sirin i północnej części Wyżyny Jissachar.

## Przebieg
Droga nr 7266 przebiega przez Samorząd Regionu Emek Jizre’el, Samorząd Regionu Bustan al-Mardż i Samorząd Regionu Ha-Galil ha-Tachton w Poddystrykcie Jezreel Dystryktu Północnego Izraela. Biegnie południkowo z północy na południe, łącząc lokalne wioski położone w południowej części Wyżyny Sirin i północnej części Wyżyny Jissachar.

### Wyżyna Sirin
Swój początek bierze na południowym skraju płaskowyżu Wyżyny Sirin, u podnóża Góry Tabor w Dolnej Galilei. Jest tutaj skrzyżowanie Gazit z drogą nr 65, którą jadąc w kierunku północno-wschodnim dojeżdża się do miejscowości Kefar Tawor, lub na południowy zachód do skrzyżowania z lokalną drogą prowadzącą do miejscowości Szibli-Umm al-Ganam i dalej do skrzyżowania z drogą nr 7266 prowadzącą do miejscowości Dabburijja i na szczyt Góry Tabor. Ze skrzyżowania Tawor droga nr 7276 biegnie na południowy wschód w wadi strumienia Nachal Tawor. Prowadzi ona wśród terenów uprawnych, sadów i pastwisk. Po 2,5 km dojeżdża się do skrzyżowania z lokalną drogą, która prowadzi do położonego na wschodzie moszawu Kefar Kisch. Następnie przejeżdża się mostem nad strumieniem Tawor, po czym droga wykręca na południowy zachód i łagodnym podjazdem wjeżdża do płaskowyż Wyżyny Issachara.

### Ramot Jissachar
Po wjechaniu na płaskowyż dociera się do skrzyżowania z drogą prowadzącą na zachód do kibucu En Dor, a kawałek dalej do arabskiej wioski Kafr Misr. Jest tutaj skrzyżowanie z lokalną drogą, którą można dojechać do położonej na zachodzie arabskiej wioski Tamra. Nasza droga wykręca tutaj na południowy wschód i omija wzgórza podnóża masywu góry Mora. Po 2 km dociera do kibucu Gazit, gdzie kończy swój bieg.